# Юровичи (Лидский район)
Юровичи (бел. Ю́равічы) — деревня в Лидском районе Гродненской области Беларуси. Входит в состав Дворищанского сельсовета.

## География
Пролегает трасса Р-89.
Ближайшие населённые пункты Владиславово, Дворище, Мергинцы и др.

## История
С 1904 года в Жирмунской волости Лидского уезда Виленской губернии.
До 11 января 1966 года деревня входила в состав Трокельского сельсовета Вороновского района.

## Население

### Численность
- 2009 год — 13 жителей

### Динамика
- 1904 год — 91 жителей[2]
- 1999 год — 22 жителей (перепись населения)
- 2009 год — 13 жителей (перепись населения)[2]